# The Airwaves
The Airwaves är en musikgrupp med medlemmarna Sussi Johansson (bas & sång), Patrik Arvidsson (gitarr) och Ludwig Johnson (trummor).
År 2003 gjorde The Airwaves sin skivdebut för Riverside Records med singeln Always (RS 1012). De uppträdde då under namnet Swedish Whistler och hade andra medlemmar från både Kronobergs län och Hallands län. De var Halmstads mest spelade lokala artister och singeln var i rotation på olika länsstationer på Sveriges Radio P4 (enligt en artikel i Hallandsposten 2003).
Bandet medverkade 2004 på en hyllningsskiva till den ursprunglige Pink Floyd-medlemmen Syd Barrett, vilket var en vinylskiva med olika tiosekundersversioner av den outgivna Pink Floyd-låten Vegetable Man (skivbolaget var det italienska Oggettivolanti). Albumet uppmärksammades av riksradion och rekommenderades i en av de ledande kvällstidningarna i Sverige, Expressen. I augusti gjorde bandet en mini-turné i Cambridge (Syd Barretts hemstad) som också inkluderade en spelning på Rockinbeerfestivalen som var arrangerad av den engelska piratradiostationen Radio Caroline.
Tre år efter debutsingeln släppte Riverside Records den andra singeln med bandet, Games For May (RS 1016), en trespårs-CD varav en av sångerna var en cover på Syd Barrett's See Emily Play. Nu hade bandet bytt namn till The Airwaves. Singeln släpptes när bandet deltog i ett maratonfirande av 1970-talets giganter Pink Floyd i Brighton på Komedia - en tio timmars konsert som anordnades av Pink Floyds största fan club i England (Neptune Pink Floyd), där olika band turades om att spela Pink Floyd covers.
2006 kom bandet i kontakt med Clive Jones från det ockulta 70-tals bandet Black Widow. Tillsammans med några vänner hade han skrivit en hyllningslåt till Abba med titeln Hey You Ring Me Tonight och erbjöd Airwaves låten eftersom han trodde att bandet med sina två sångerskor kunde låta som Abba. I augusti 2007 spelades låten in på Golden Cut Studio i Söderköping. En första version släpptes den 24 januari 2008 online för digital nedladdning på skivbolagets hemsida med ett konvolut gjort av Hans Arnold, som under 70-talet stod bakom ett skivomslag till ett greatest hits-album med Abba.
Michael B. Tretow, Abbas ljudtekniker, lyssnade och bedömde låten. En andra version färdigställdes av producenten Carl Brolin och släpptes som bandets tredje singel (Hey You Ring Me Tonight RS 1024).
Förutom singlar har bandet medverkat på ett antal samlingsskivor släppta bland annat av Go-Kustom Records (USA), The Beautiful Music (Kanada), Windless Air Music (USA) och Oggettivolanti (Italien).